# Kolej Warszawsko-Bydgoska

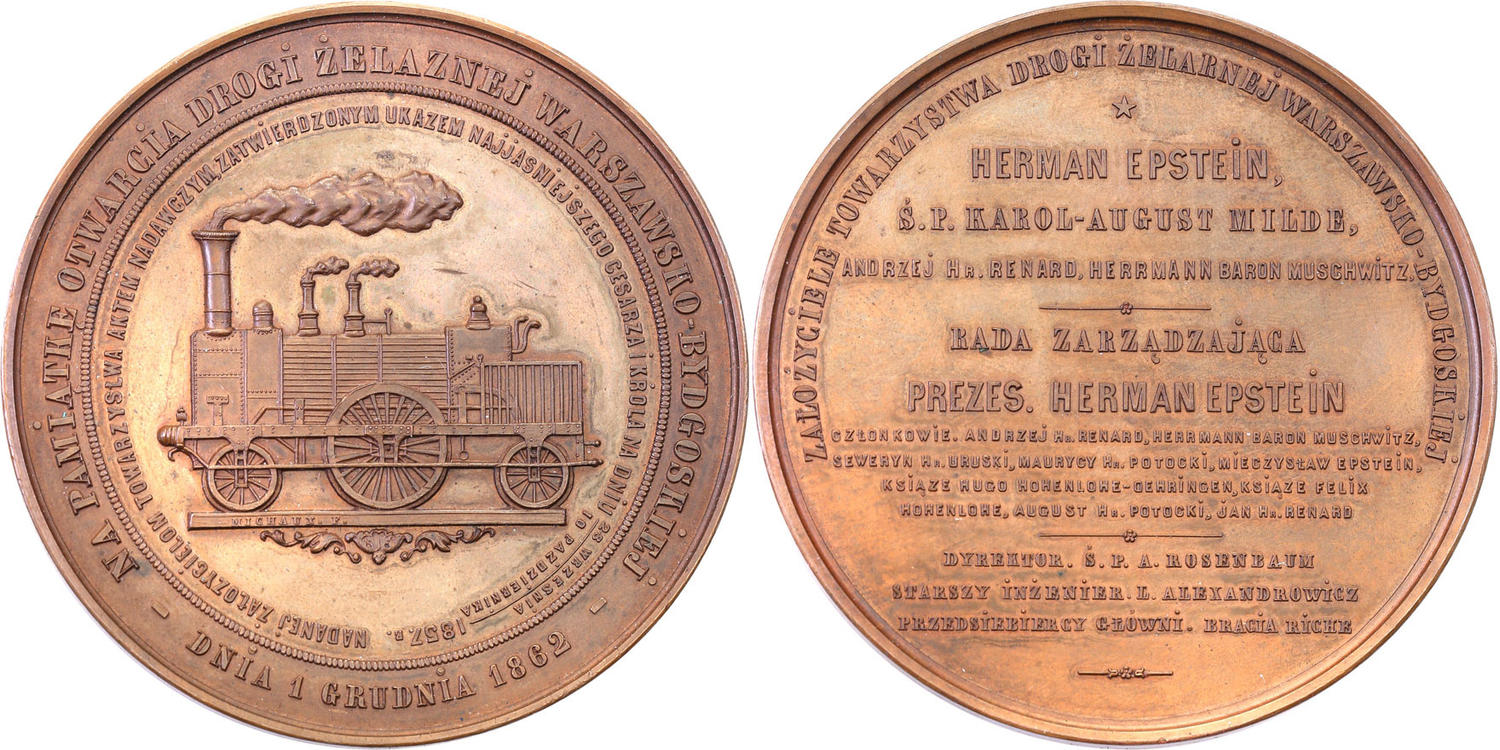
Medal pamiątkowy z otwarcia kolei

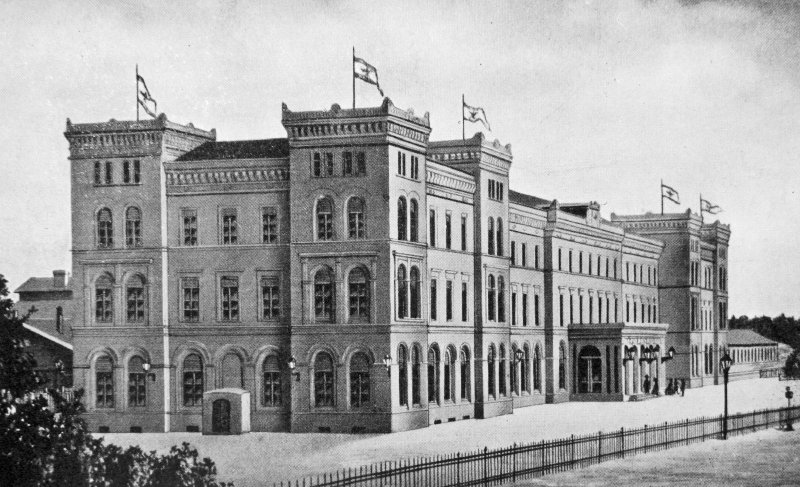
Dworzec Bydgoszcz Główna w II połowie XIX wieku

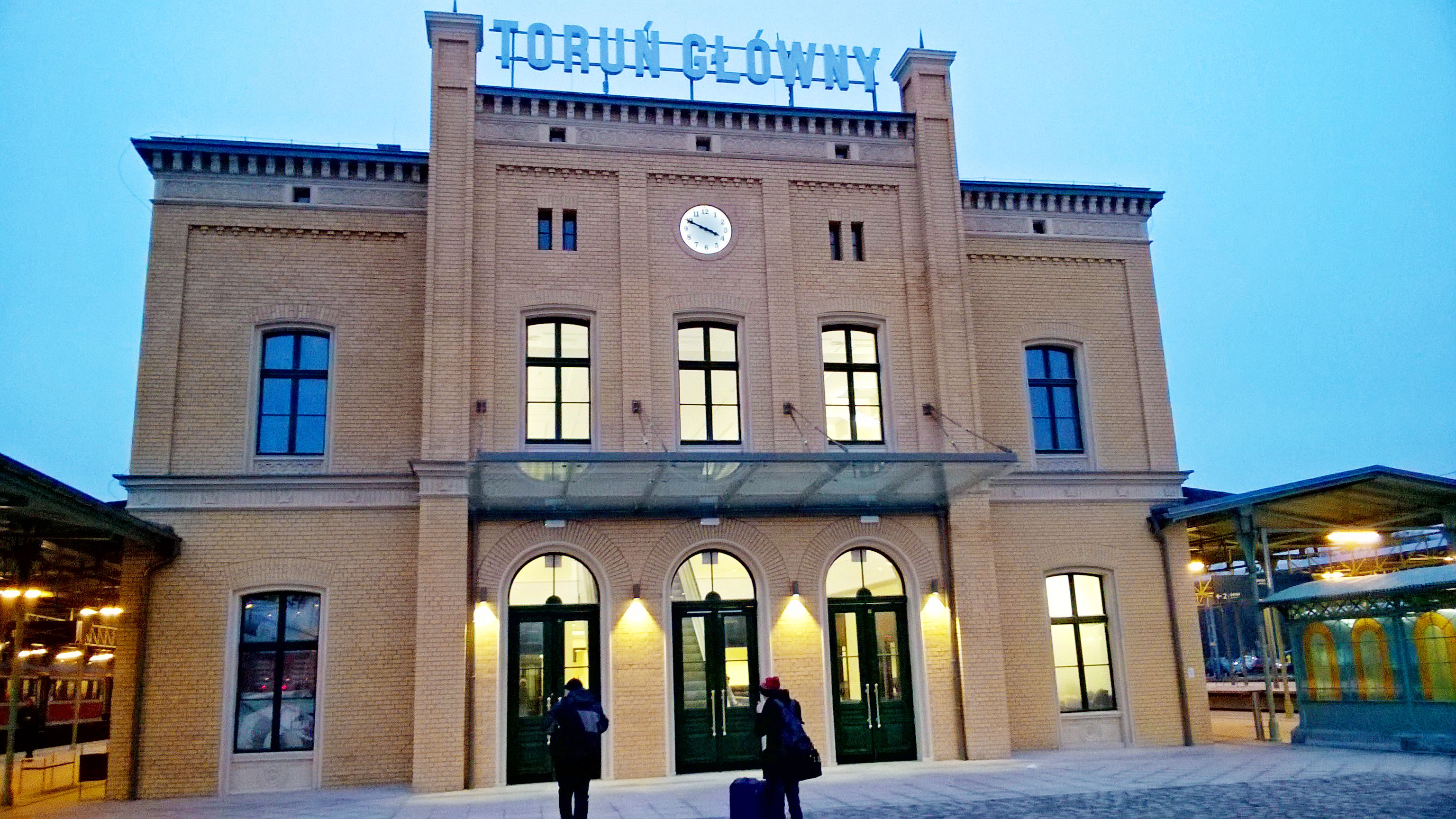
Dworzec Toruń Główny – stan obecny

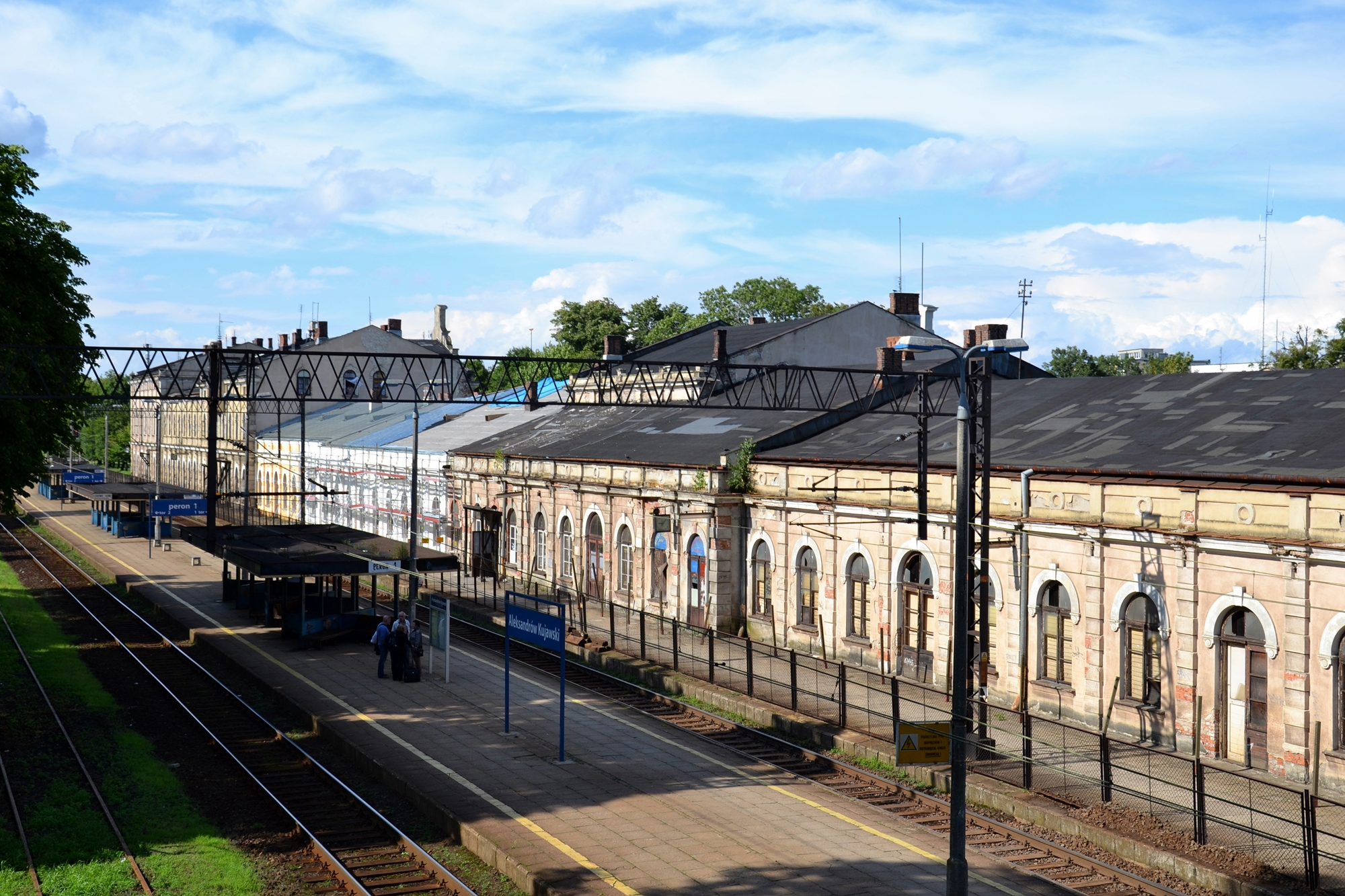
Dworzec Kolejowy w Aleksandrowie Kujawskim – stan obecny

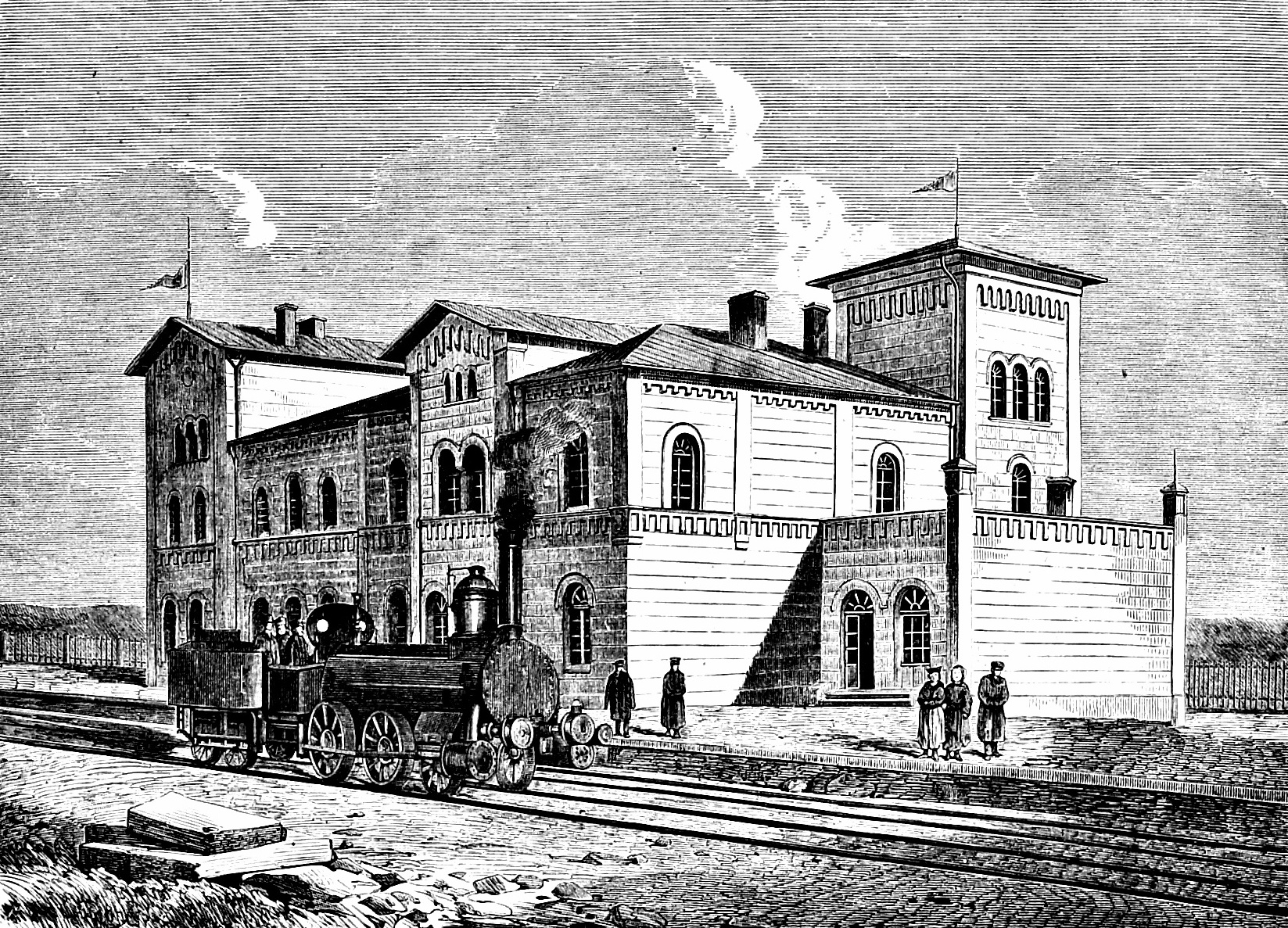
Dworzec Kolejowy we Włocławku w XIX wieku

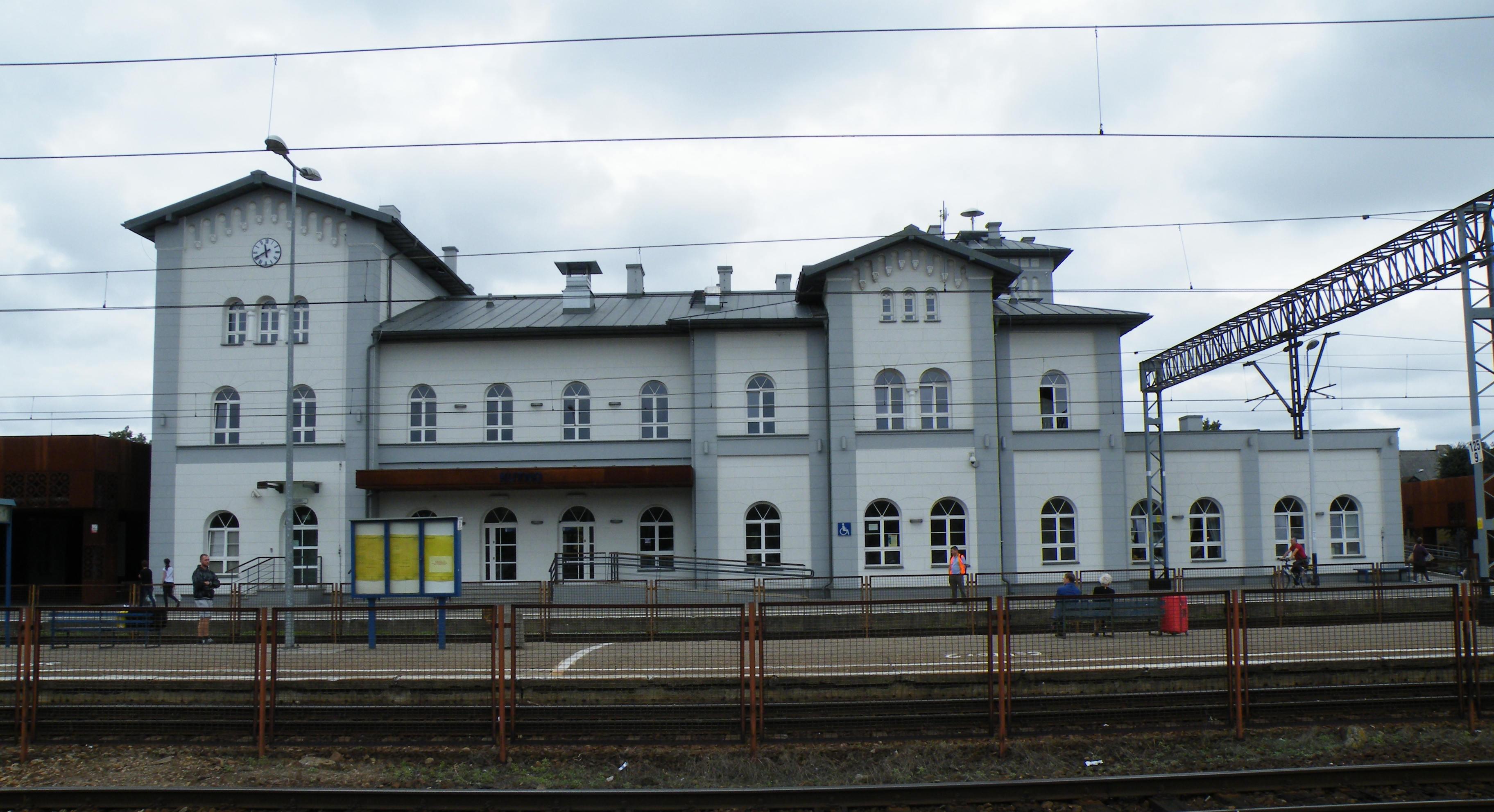
Dworzec Kolejowy w Kutnie (2013)

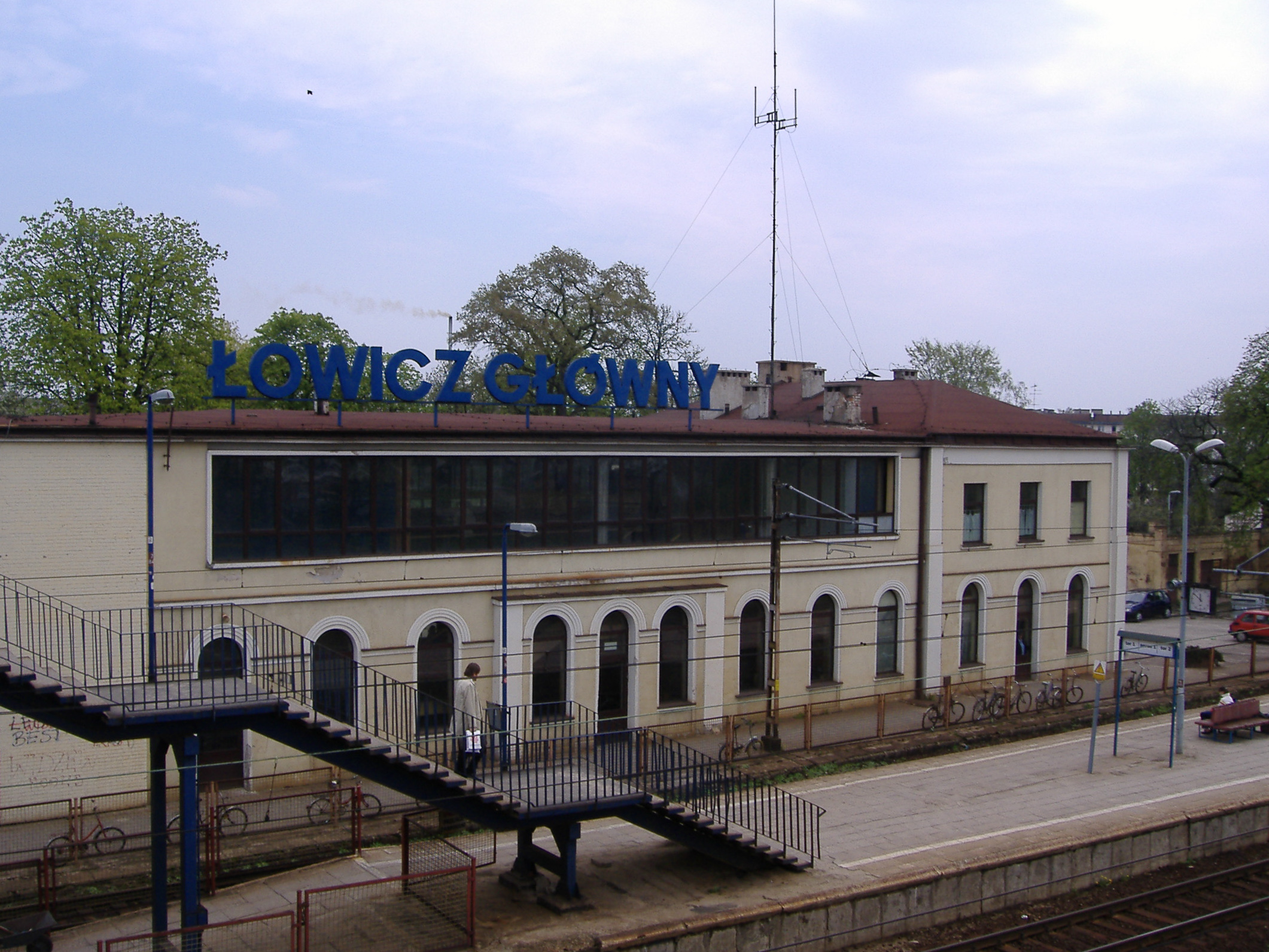
Dworzec Kolejowy w Łowiczu (2006)

Kolej Warszawsko-Bydgoska – linia kolejowa, otwarta 4 grudnia 1862, długości 143 km, łącząca Łowicz (Warszawę) z Bydgoszczą (Berlinem) przez Kutno – Włocławek – Aleksandrów Kujawski. Po stronie pruskiej linia wiodła przez Toruń do Bydgoszczy, gdzie łączyła się z Pruską Koleją Wschodnią.
Kolej Warszawsko-Bydgoska była pierwszym i do 1877 r. jedynym połączeniem kolejowym ziem zaboru pruskiego i rosyjskiego.

## Historia

### Początki
O budowę linii kolejowej łączącej miasto z systemem dróg żelaznych Królestwa Polskiego i Cesarstwa Rosyjskiego zabiegali już w latach 40. XIX w. kupcy gdańscy, licząc na rozwój handlu z Królestwem, głównie przywóz zboża i przywrócenie roli portowi nad Motławą. Już w 1849 r. pruski minister von der Heydt rozmawiał z namiestnikiem Królestwa Polskiego Iwanem Paskiewiczem w sprawie budowy linii kolejowej łączącej Berlin z Petersburgiem oraz porty bałtyckie z Królestwem Polskim i Galicją. Gdańskie koła gospodarcze były przekonane, że nowa linia, łącząca się z Koleją Warszawsko-Wiedeńską umożliwi im skuteczną konkurencję z portami bałtyckimi.

„Szczególnie starszyzna kupiecka w Gdańsku wskazywała ustawicznie na to, jak ważnym byłoby dla Gdańska połączenie z Łowiczem, który już od roku 1845 był związany z Warszawą przez Kolej Warszawsko-Wiedeńską. Sądzili oni, że wówczas Gdańsk będzie mógł zacząć współzawodniczyć z Triestem i Hamburgiem i mieli nadzieję, że przez to pomoże się wypływającym z natury prawom Polski do łączności z Bałtykiem”

W marcu 1852 r. Dyrekcja Kolei Wschodniej w Bydgoszczy opracowała wstępny projekt i kosztorys budowy odcinka linii na obszarze zaboru pruskiego. Na przeszkodzie szybkiej realizacji tych projektów stanęła polityka kolejowa centralnych władz rosyjskich. Były one zasadniczo niechętne łączeniu drogą żelazną Królestwa Polskiego z Gdańskiem, brak było też prywatnych funduszy na prowadzenie prac w Kongresówce.
Stąd dopiero w 1855 roku z projektem budowy kolei wystąpił oficjalnie rząd pruski mając na uwadze tranzyt między północnymi Niemcami, a Rosją. 15 grudnia 1856 po długich negocjacjach zawarto umowę rządową o budowie linii kolejowej Bydgoszcz – Łowicz, na lewym brzegu Wisły. W myśl jej postanowień strony zobowiązały się do budowy bądź wydania zezwolenia na budowę i prowadzenie ruchu na tejże kolei. Jako przejście graniczne wyznaczono Młyn koło Otłoczyna. Uzgodniono również, że budowa kolei po obu stronach zostanie ukończona jednocześnie.

### Prace na odcinku pruskim
Po ratyfikacji przez parlament pruski 19 lutego 1857 i wydaniu 2 lipca 1859 ustawy o budowie tej kolei, 10 kwietnia 1860 podjęto roboty ziemne na całej trasie od Bydgoszczy przez Toruń do Otłoczyna. W trakcie opracowywania projektu trasy, władze miejskie Torunia postulowały zmianę jej przebiegu – przeprowadzenie kolei na prawym brzegu Wisły i usytuowanie stacji w Toruniu. Brak pieniędzy na budowę mostu przez Wisłę, wymusił budowę dworca głównego na Podgórzu, na ufortyfikowanym przedmościu. Równocześnie z budową linii przedłużono pierwotny, dwupiętrowy budynek dworca w Bydgoszczy wzniesiony w 1851 r. wraz z otwarciem odcinka Kolei Wschodniej z Krzyża przez Piłę do Bydgoszczy. W 1861 r. dostawiono do niego dwa trzypiętrowe, „zamkowe” skrzydła, a dwa lata później ukończono halę peronową i zainstalowano oświetlenie gazowe. Rozbudowano też układ torowy bydgoskiej stacji.
Ruch kolejowy na odcinku z Bydgoszczy do Torunia (49,7 km) z mostem żelaznym na Brdzie (dł. 54,14 m) i stacjami w Czersku (ob. Bydgoszcz Łęgnowo) i Solcu Kujawskim otwarto 24 października 1861 r., a odcinek z Torunia do Otłoczyna (14,9 km) i granicy między zaborami 5 grudnia 1862 r. W tym dniu rozpoczął się normalny ruch pociągów na całej długości drogi żelaznej Warszawsko-Bydgoskiej.

### Prace na odcinku rosyjskim
Budowa po stronie rosyjskiej postępowała wolniej. Utworzone do budowy linii Towarzystwo Drogi Żelaznej Warszawsko-Bydgoskiej, powiązane z Towarzystwem Akcyjnym Drogi Żelaznej Warszawsko-Wiedeńskiej wobec braku kapitałów, skorzystało z pożyczek belgijskich i sprowadziło z zagranicy tabor (18 lokomotyw, 50 wagonów). Plany władz Królestwa zakładały przebieg linii od Łowicza słabo zaludnionymi terenami leśnymi przez Gostynin i Kowal do Włocławka. Towarzystwo wystąpiło o przesunięcie trasy na południe, w kierunku Kutna, przez tereny o rozwiniętej gospodarce rolnej i bezleśne, o znacznym zapotrzebowaniu na dowóz węgla. Dnia 23 lipca 1859 r. uzyskano zgodę na zmianę trasy, a w czasie prac przybliżono ją do Nieszawy. 18 września 1860 r. Towarzystwo powierzyło budowę 138 km linii od Łowicza do Aleksandrowa przedsiębiorstwu belgijskiemu braci Riche, które zatrudniło przy pracach ziemnych ok. 4 tys. robotników. Odcinek z Łowicza do Kutna otwarto już 1 grudnia 1861 r., a 4 grudnia 1862 r. z Kutna do granicy między zaborami. Pełne ukończenie linii nastąpiło 17 grudnia 1863 r., a oficjalnie oddano ją do użytku 24 grudnia 1863 r. Dnia 1 lipca 1867 r. otwarto linię boczną z Aleksandrowa do Ciechocinka.
Inicjatorem budowy linii w Królestwie Polskim był inż. drogowy Stanisław Wysocki (1805-1868), od 1839 r. kierownik budowy Kolei Warszawsko-Wiedeńskiej, od 1844 r. członek zarządu i naczelnik wydziału technicznego, a w latach 1857–1865 główny inspektor kolei w Królestwie Polskim. Po sprywatyzowaniu Kolei Warszawsko-Wiedeńskiej prace kontynuował inż. August Rosenbaum, autor planu technicznego i projektów mostów. Głównym inżynierem budowy był Leonard Aleksandrowicz.

### Dane techniczne linii w 1862 r.
Trasa Kolei Warszawsko-Bydgoskiej przebiegała z Bydgoszczy przez Toruń – Otłoczyn – Aleksandrów Kujawski – Włocławek – Kutno do Łowicza, gdzie łączyła się z trasą Kolei Warszawsko-Wiedeńskiej ze Skierniewic do Łowicza, uruchomioną 1 listopada 1845 r. Linia posiadała pojedynczy tor o normalnej szerokości 1435 mm. Na linii wybudowano 106 mostów i przepustów. Żelazne konstrukcje mostowe pochodziły z założonych w 1837 r. w Berlinie zakładów budowy maszyn i lokomotyw Augusta Borsiga, a przęsła szynowe z warsztatów Kolei Warszawsko-Wiedeńskiej.

### Stacja graniczna Aleksandrów
Z budową linii wiąże się powstanie stacji granicznej, na styku odcinka pruskiego i rosyjskiego, pierwotnie noszącej nazwę Trojanów, od nazwiska właściciela gruntu Trojanowskiego. W 1860 r. zbudowano tu okazały gmach dworca z komorą celną według projektu Stanisława Trembińskiego. W związku z przewidywanym spotkaniem cara Aleksandra II Romanowa z cesarzem niemieckim Wilhelmem I Hohenzollernem, rozbudowano go według projektu arch. Czesława Domaniewskiego o prawe, zachodnie skrzydło. Spotkanie cesarzy odbyło się 4 września 1879 r. Wtedy też osadzie Trojanów zmieniono nazwę na Aleksandrów Pograniczny, zaś 4 lutego 1919 r., po uzyskaniu praw miejskich, na Aleksandrów Kujawski.

### Okres 1862-1920
Dysponując 7 stacjami na terenie Królestwa Kongresowego, słabą siecią dróg dojazdowych i niewystarczającym wyposażeniem baz przeładunkowych, Kolej Warszawsko-Bydgoska tylko w niewielkim stopniu wpływała na rozwój okolic. W 1889 linia posiadała 36 parowozów, 65 wagonów osobowych i 574 towarowych, zaś przewozy wyniosły 374 tys. osób i blisko 430 tys. ton towarów.
W 1890 linię na odcinku rosyjskim podporządkowano Kolei Warszawsko-Wiedeńskiej i wraz z nią upaństwowiono 14 stycznia 1912. W 1911 przewozy na linii, wliczając tranzyt idący przez Skierniewice i Łowicz wyniosły 1,7 mln ton towarów.
Kolej Warszawsko-Bydgoska była jedynym połączeniem północnych Niemiec z Rosją do 1877, kiedy wybudowano Kolej Nadwiślańską. Kierowano nią głównie transporty towarów do portów bałtyckich. Jednak nie spełniły się nadzieje Gdańska związane z tą linią, gdyż z Warszawy kierowano nią przede wszystkim towary do Szczecina.

### Rozliczenia przewozów międzynarodowych na linii
Kolej Warszawsko-Bydgoska była pierwszym międzynarodowym połączeniem prusko-rosyjskim, w całości znajdującym się na ziemiach polskich, wcielonych w okresie zaborów. Na całej linii stosowano postanowienia związkowego regulaminu przewozu towarów z 1850 i związkowego regulaminu przewozu osób z 1865. Z dniem 1 kwietnia 1875 powołano Niemiecko-Rosyjski Związek Kolejowy dla koordynacji transportu między oboma państwami. Kierowanie sprawami związku powierzono Pruskiej Kolei Wschodniej, która na koszt wszystkich kolei uczestniczących w związku, zorganizowała przy swojej dyrekcji w Bydgoszczy – centralne biuro rozrachunkowe, w którym rozliczano międzynarodowe przewozy kolejowe.

### Okres międzywojenny
W okresie międzywojennym wzrosło znaczenie tranzytowe linii dla przewozów węgla ze Śląska do Gdyni. Do czasu ukończenia magistrali węglowej w 1933 r. trasa ta stanowiła jedną z dwóch głównych linii transportu towarowego łączącego centrum kraju z portem morskim w Gdyni. Była ona okrężna; prowadziła przez Częstochowę, Koluszki, Skierniewice, Kutno, Toruń, Bydgoszcz, Tczew, Gdańsk. Poczynione inwestycje w węźle łódzkim oraz wybudowanie linii Kutno-Zgierz w pewnym stopniu usprawniły tę trasę. Druga trasa, którą można było przewozić polski węgiel do Gdyni, prowadziła przez „korytarz kluczborski”, należący do Niemiec. Dopiero ukończenie w końcu 1926 r. odcinka linii kolejowej Kalety – Podzamcze (115 km) umożliwiło ominięcie „korytarza kluczborskiego” i odciążenie trasy przez Skierniewice, Kutno, Włocławek, Toruń i Bydgoszcz. Od 1937 r. tranzyt węgla już niemal w całości przechodził przez nowo wybudowaną magistralę Herby Nowe – Gdynia. Mimo tego, do 1937 r. dokonano przebudowy linii na dwutorową.

### Okres powojenny
W latach 60. XX w. cała trasa została zelektryfikowana, przy czym rozpoczęto ją od odcinka Łowicz – Kutno (1961). Obecnie trasa dawnej Kolei Warszawsko-Bydgoskiej stanowi część linii kolejowej nr 18 Kutno – Włocławek – Toruń – Bydgoszcz – Piła. Duże jest znaczenie linii zwłaszcza dla transportu osobowego, gdyż łączy ona aglomeracje Bydgoszczy i Torunia z Warszawą. W Kutnie linia łączy się z trasą nr 3 wiodącą do Warszawy i nr 16 w kierunku Łodzi, natomiast w Bydgoszczy z linią nr 131 – magistralą węglową.